# Portal Tomb von Wateresk

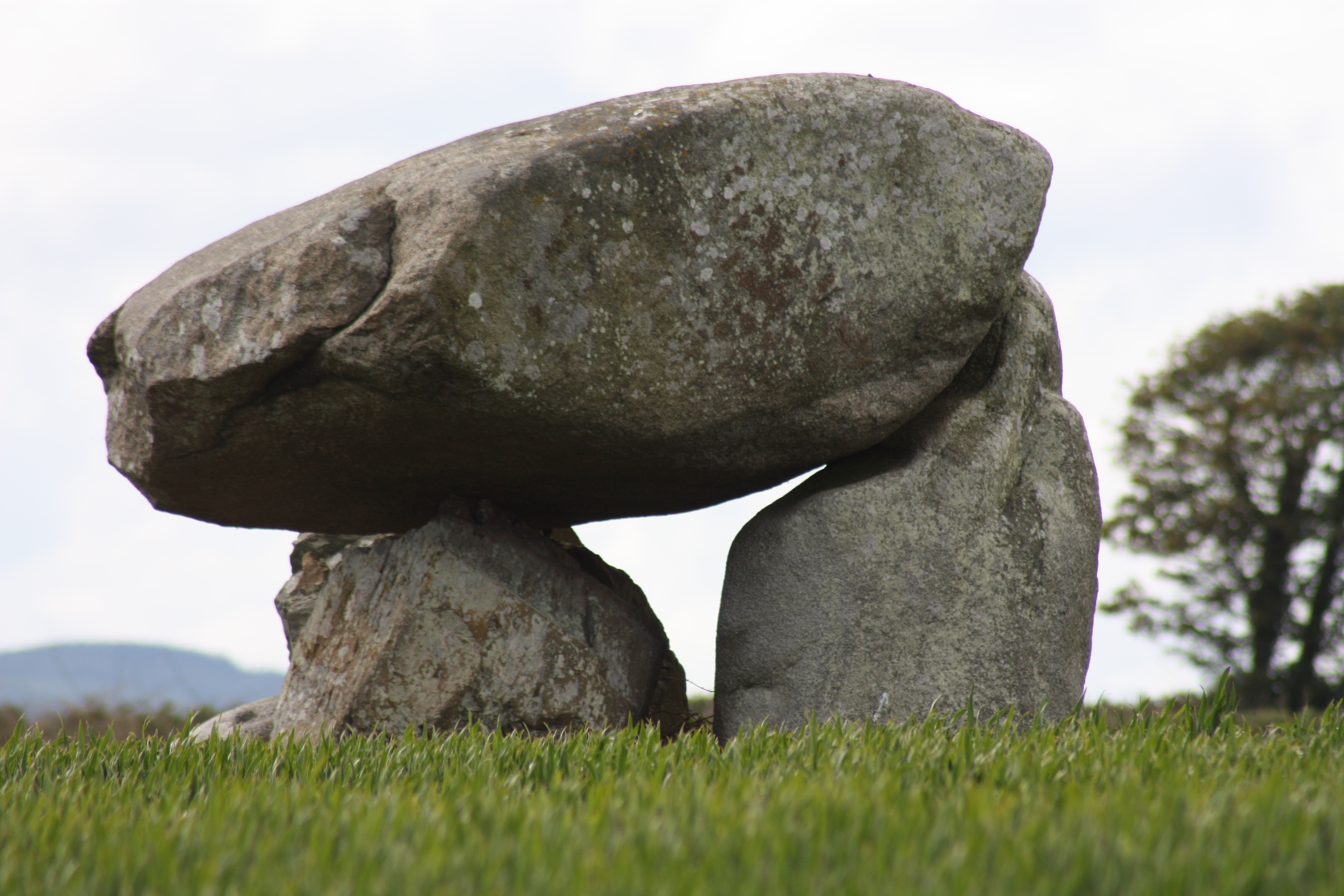
Portal Tomb von Wateresk

Das Portal Tomb von Wateresk (irisch Uachtar Easca – auch als Slidderyford Dolmen bekannt) steht wenige Kilometer nordöstlich von Newcastle, etwa 50 Meter westlich der Straße A2 (Dundrum Road) und der Old Road im County Down in Nordirland. Als Portal Tombs werden auf den Britischen Inseln Megalithanlagen  bezeichnet, bei denen zwei gleich hohe, aufrecht stehende Steine mit einem Türstein dazwischen, die Vorderseite einer Kammer bilden, die zum Teil mit einem gewaltigen schräg aufliegenden Deckstein bedeckt ist.
Der Dolmen aus dem Neolithikum (3000 bis 2000 v. Chr.) besteht aus zwei Tragsteinen und dem Deckstein. Der verbliebenen Portalsteins wurde geformt, um den Deckstein zu umfassen. Dies ist die Besonderheit einiger Megalithen im County Down.
Die quaderförmigen Menhire von Ballyloughlin stehen etwa 300 m entfernt, am Rande der Flush Road.

### Weiterführende Literatur
- Elizabeth Shee Twohig: Irish Megalithic Tombs (= Shire Archaeology. 63). Shire Publications, Princes Risborough 1990, ISBN 0-7478-0094-4.